# Swiss Women’s Hockey League A 2016/17
Die Saison 2016/2017 der Swiss Women’s Hockey League A war die 28. Austragung der höchsten Spielklasse im Schweizer Fraueneishockey und zugleich die 31. Schweizer Meisterschaft. Die Liga startete mit den gleichen Mannschaften wie im Vorjahr, wobei sich die Frauenmannschaften des HC Université Neuchâtel vom Hauptverein abspalteten und seither als Neuchâtel Hockey Academy spielen. Den Meistertitel gewann zum achten Mal in der Vereinsgeschichte (inkl. Vorgängervereine) die ZSC Lions Frauen.

## Modus
Der Spielmodus der SWHL A sieht eine Vorrunde (Phase 1) mit 10 Spielen pro Mannschaft sowie eine Masterround mit weiteren 10 Spielen je Mannschaft, unter Mitnahme der Hälfte der Punkte aus der Vorrunde, vor.  Anschließend spielen die Mannschaften auf den Plätzen 1 bis 4 Play-offs mit Halbfinale, Finale (beide im Modus Best-of-Five) und Spiel um Platz 3. Die Mannschaften auf Platz 5 und 6 ermitteln in einer Playout-Runde (Best-of-Five) den Teilnehmer an der Liga-Relegation zwischen SWHL A und B.

## Teilnehmer
| Team                     | Trainer                           | Spielstätte                          |
| ------------------------ | --------------------------------- | ------------------------------------ |
| HC Lugano                | Marzio Brambilla                  | Resega, Lugano                       |
| SC Weinfelden            | Daniel Zbinden, Otmar Thöni       | Güttingersreuti, Weinfelden          |
| SC Reinach               | Melanie Häfliger, Peter Küng      | Eishalle Oberwynental, Reinach       |
| EV Bomo Thun             | Steve Huard                       | Kunsteisbahn Grabengut, Thun         |
| Neuchâtel Hockey Academy | Yan Gigon, Thierry Bourquin       | Patinoires du Littoral, Neuenburg    |
| ZSC Lions Frauen         | Christof Amsler, Angela Frautschi | Kunsteisbahn Oerlikon (KEBO), Zürich |

## Qualifikation

### Phase 1
Abkürzungen:S = Siege, OTS= Sieg nach Verlängerung oder Penaltyschiessen, OTN= Niederlage nach Verlängerung oder Penaltyschiessen, N = Niederlagen
| Rang | Verein                   | Spiele | S | OTS | OTN | N  | Tore   | Punkte |
| ---- | ------------------------ | ------ | - | --- | --- | -- | ------ | ------ |
| 1.   | ZSC Lions Frauen         | 10     | 8 | 0   | 0   | 2  | 85:020 | 24     |
| 2.   | Neuchâtel Hockey Academy | 10     | 8 | 0   | 0   | 2  | 65:029 | 24     |
| 3.   | HC Lugano                | 10     | 7 | 0   | 0   | 3  | 66:020 | 21     |
| 4.   | EV Bomo Thun             | 10     | 4 | 0   | 1   | 5  | 30:037 | 13     |
| 5.   | SC Weinfelden            | 10     | 2 | 1   | 0   | 7  | 25:054 | 8      |
| 6.   | SC Reinach               | 10     | 0 | 0   | 0   | 10 | 09:120 | 0      |

### Masterround
| Rang | Verein                   | Spiele | S | OTS | OTN | N | Tore  | Punkte |
| ---- | ------------------------ | ------ | - | --- | --- | - | ----- | ------ |
| 1.   | ZSC Lions                | 10     | 9 | 0   | 0   | 1 | 70:11 | 39     |
| 2.   | HC Lugano                | 10     | 9 | 0   | 0   | 1 | 61:12 | 38     |
| 3.   | Neuchâtel Hockey Academy | 10     | 6 | 0   | 0   | 4 | 47:40 | 30     |
| 4.   | EV Bomo Thun             | 10     | 3 | 0   | 1   | 6 | 29:33 | 17     |
| 5.   | SC Weinfelden            | 10     | 1 | 2   | 0   | 7 | 22:59 | 11     |
| 6.   | SC Reinach               | 10     | 0 | 0   | 1   | 9 | 11:85 | 1      |

### Beste Scorer
Abkürzungen: Sp = Spiele, T = Tore, V = Assists, Pkt = Punkte, SM = Strafminuten; Fett: Turnierbestwert
| Spieler          | Mannschaft | Sp | T  | A  | Pkt | SM |
| ---------------- | ---------- | -- | -- | -- | --- | -- |
| Isabel Waidacher | ZSC Lions  | 19 | 24 | 32 | 56  | 14 |
| Christine Hüni   | ZSC Lions  | 17 | 29 | 24 | 53  | 6  |
| Nina Waidacher   | ZSC Lions  | 18 | 25 | 23 | 48  | 14 |
| Becca Kohler     | Lugano     | 19 | 31 | 16 | 47  | 14 |
| Stefanie Marty   | Neuchâtel  | 18 | 22 | 17 | 39  | 12 |
| Dominique Rüegg  | ZSC Lions  | 20 | 19 | 18 | 37  | 24 |
| Evelina Raselli  | Lugano     | 16 | 17 | 17 | 34  | 8  |
| Breehan Polci    | Neuchâtel  | 20 | 20 | 13 | 33  | 14 |
| Carly Payerl     | Lugano     | 19 | 21 | 11 | 32  | 2  |
| Angela Taylor    | ZSC Lions  | 17 | 16 | 16 | 32  | 10 |
| Lara Escudero    | EV Bomo    | 18 | 16 | 15 | 31  | 20 |
| Bettina Meyer    | Lugano     | 19 | 14 | 17 | 31  | 22 |
| Marilyn Fortin   | Neuchâtel  | 20 | 16 | 13 | 29  | 6  |
| Linda Österlund  | EV Bomo    | 19 | 18 | 11 | 29  | 12 |
| Nicole Bullo     | Lugano     | 18 | 10 | 13 | 23  | 14 |
| Sarah Forster    | Neuchâtel  | 19 | 3  | 20 | 23  | 16 |
| Ophélie Ryser    | Neuchâtel  | 20 | 14 | 8  | 22  | 14 |
| Laura Benz       | ZSC Lions  | 17 | 2  | 17 | 19  | 14 |
| Nicole Gass      | ZSC Lions  | 19 | 7  | 12 | 19  | 10 |
| Romy Eggimann    | Lugano     | 15 | 9  | 9  | 18  | 22 |

## Play-offs
|  | Halbfinale | Halbfinale               | Halbfinale |                  |  | Finale | Finale                   | Finale |
|  |            |                          |            |                  |  |        |                          |        |
|  |            |                          |            |                  |  |        |                          |        |
|  | 1.         | ZSC Lions Frauen         | 3          |                  |  |        |                          |        |
|  | 4.         | EV Bomo Thun             | 0          |                  |  | 1.     | ZSC Lions                | 3      |
|  |            |                          |            |                  |  | 2.     | HC Lugano                | 0      |
|  |            |                          |            |                  |  |        |                          |        |
|  |            |                          |            | Spiel um Platz 3 |  |        |                          |        |
|  | 2.         | HC Lugano                | 3          |                  |  |        |                          |        |
|  | 3.         | Neuchâtel Hockey Academy | 1          |                  |  | 3.     | Neuchâtel Hockey Academy | 1      |
|  |            |                          |            |                  |  | 4.     | EV Bomo Thun             | 3      |
|  |            |                          |            |                  |  |        |                          |        |

### Finalserie
| 25. Februar 2017 19:00 Uhr | ZSC Lions Frauen Isabel Waidacher (4:50) Isabel Waidacher (33:59) Christine Meier (36:36) Christine Meier (44:07) | 4:3 (1:0, 2:2, 1:1) Spielbericht | Ladies Team Lugano Laura Desboeufs (20:53) Romy Eggimann (28:07) Bettina Meyer (52:03) | Kunsteisbahn Oerlikon, Zürich Zuschauer: 124 |

| 4. März 2017 15:00 Uhr | Ladies Team Lugano Carly Payerl (31:55) Carly Payerl (41:41) | 2:4 (0:0, 1:2, 1:2) Spielbericht | ZSC Lions Frauen Christine Meier (25:42) Isabel Waidacher (39:43) Laura Benz (51:17) Dominique Rüegg (56:49) | Pista Resega, Porza Zuschauer: 220 |

| 5. März 2017 19:30 Uhr | ZSC Lions Frauen Angela Taylor (55:09) Angela Taylor (57:47) Nina Waidacher (59:54) | 3:0 (0:0, 0:0, 3:0) Spielbericht | Ladies Team Lugano | Kunsteisbahn Küsnacht, Küsnacht Zuschauer: 219 |

### Auszeichnungen
Most Valuable Player
- Evelina Raselli (HC Lugano)
- Caroline Baldin (ZSC Lions)

### Kader des Schweizer Meisters
| Schweizer Meister ZSC Lions Frauen | Torhüter: Caroline Baldin, Laura De Bastiani Verteidiger: Laura Benz, Christy Blackburne, Nicole Gass, Nadine Hofstetter, Shannon Sigrist, Reica Staiger, Sabrina Zollinger Stürmer: Christine Meier, Katrin Nabholz, Andrea Odermatt, Anna Rüedi, Dominique Rüegg, Noemi Ryhner, Angela Taylor, Isabel Waidacher, Nina Waidacher, Monika Waidacher Trainerstab: Christof Amsler, Angela Frautschi |

### Beste Scorer
Quelle: sihf.ch
| Spieler           | Mannschaft               | Sp | T | A | Pkt | SM |
| ----------------- | ------------------------ | -- | - | - | --- | -- |
| Christine Meier   | ZSC Lions                | 6  | 7 | 5 | 12  | 4  |
| Evelina Raselli   | Ladies Team Lugano       | 7  | 5 | 7 | 12  | 2  |
| Isabel Waidacher  | ZSC Lions                | 5  | 5 | 4 | 9   | 6  |
| Romy Eggimann     | Ladies Team Lugano       | 7  | 7 | 1 | 8   | 4  |
| Stefanie Marty    | Neuchâtel Hockey Academy | 4  | 5 | 3 | 8   | 2  |
| Bettina Meyer     | Ladies Team Lugano       | 7  | 4 | 2 | 6   | 4  |
| Becca Kohler      | Ladies Team Lugano       | 7  | 3 | 3 | 6   | 6  |
| Nina Waidacher    | ZSC Lions                | 5  | 2 | 4 | 6   | 4  |
| Marilyn Fortin    | Neuchâtel Hockey Academy | 4  | 3 | 2 | 5   | 2  |
| Carly Payerl      | Ladies Team Lugano       | 7  | 2 | 3 | 5   | 2  |
| Nicole Bullo      | Ladies Team Lugano       | 7  | 1 | 4 | 5   | 10 |
| Sarah Forster     | Neuchâtel Hockey Academy | 4  | 0 | 5 | 5   | 4  |
| Breehan Polci     | Neuchâtel Hockey Academy | 4  | 3 | 1 | 4   | 4  |
| Laura Benz        | ZSC Lions                | 5  | 2 | 2 | 4   | 8  |
| Angela Taylor     | ZSC Lions                | 5  | 2 | 2 | 4   | 8  |
| Sabrina Zollinger | ZSC Lions                | 6  | 0 | 4 | 4   | 2  |

## Play-outs
|  | Play-outs     |   |
|  |               |   |
|  |               |   |
|  | SC Weinfelden | 2 |
|  | SC Reinach    | 3 |

Die Best-of-Five-Serie begann am 28. Januar 2017 und endete nach fünf Spielen mit dem Ligaerhalt des SC Reinach.
|                            | Serie | 1   | 2   | 3   | 4   | 5         |
| -------------------------- | ----- | --- | --- | --- | --- | --------- |
| SC Weinfelden – SC Reinach | 2:3   | 2:0 | 2:4 | 5:3 | 0:4 | 3:4 n. V. |

## Liga-Qualifikation
Da sowohl der Meister (GCK Lions), als auch der Vizemeister (EHC Brandis) der SWHL B auf einen Aufstieg in die höchste Spielklasse verzichteten, rückte das Frauenteam des SC Langenthal nach und bestritt gegen den SC Weinfelden die Liga-Qualifikation.
Die Best-of-Three-Serie begann am 11. März 2017 und endete nach zwei Siegen des SC Weinfelden.

|  | Finale        |   |
|  |               |   |
|  |               |   |
|  | SC Weinfelden | 2 |
|  | SC Langenthal | 0 |

|                               | Serie | 1   | 2   | 3 |
| ----------------------------- | ----- | --- | --- | - |
| SC Weinfelden – SC Langenthal | 2:0   | 7:1 | 1:5 |   |